# Diego Delgado da Silva
Diego Delgado da Silva (Rio de Janeiro, 4 de março de 1996) é um futebolista paralímpico brasileiro.
Atualmente atua na seleção brasileira de futebol de 7, na qual representou seu país nos Jogos Olímpicos de Verão de 2016, no Rio de Janeiro..